# Krigsåret 1731

## Pågående krig
- Korsikarevolten (1729-1732)[1]
- Cresapkrigen (1730-1739)